# Irvin Herrera
Irvin Enrique Herrera Baires (San Julián, 30 agosto 1991) è un calciatore salvadoregno, attaccante del New York Cosmos in prestito dal Santa Tecla.